# Потулов, Всеволод Сергеевич
Всеволод Сергеевич Потулов (15 [27] января 1893, Ковно — 7 [20] августа 1914, Маттишкемен, Восточная Пруссия, Германская империя) — военнослужащий Русской императорской армии, подпоручик, Георгиевский кавалер (1914).

## Биография
Родился 15 января 1893 года в городе Ковно в семье дворянина Рязанской губернии Потулова Сергея Ивановича и 26 февраля 1893 года был крещён в полковой церкви Камского 110-го пехотного полка.
В 1903 году был зачислен в Нижегородский кадетский корпус, который окончил в 1910 году. В том же году был принят в Александровское военное училище в Москве, после окончания которого в 1913 году в чине подпоручика был направлен в Волжский 109-й пехотный полк 28-й пехотной дивизии, дислоцировавшийся в деревне Шанцы Ковенской губернии.
В начале августа 1914 года в составе 5-й роты 2-го батальона Волжского 109-го пехотного полка принял участие в боях в районе Эйдкунен, а после ранения и пленения командира 5-й роты капитана М. Ф. Яковлева, заменил его. Будучи в полосе наступления 25-й пехотной дивизии, 2-й и 4-й батальоны Волжского 109-го пехотного полка 28-й пехотной дивизии 6 августа 1914 года приняли участие в сражении под Бильдервайченом. В бою 7 августа 2-й (5-8 роты) и 4-й (13-16 роты) батальоны Волжского 109-го пехотного полка в составе Островского 100-го пехотного полка сражались севернее Маттишкемен.
Погиб 7 августа 1914 года в ходе Гумбинен-Гольдапского сражения в районе Зодинелен. Приказом Его Императорского Величества от 11(24) ноября 1914 года был посмертно награждён Орденом Святого Гергия 4 степени.
Память увековечена 5 августа 2018 года на воинском мемориале Маттишкемен.

## Награды
- Орден Святого Георгия 4 степени (приказ ЕИВ от 11(24) ноября 1914 года посмертно. «Убитому в боях с неприятелем подпоручику Всеволоду Сергеевичу Потулову за то, что в деле 7 августа 1914 года под Задинеленом, командуя ротой, все время был впереди, своим примером ободряя людей, затем, бросившись на окопы неприятеля, овладел ими, но пал геройски на укреплении позиций противника»)[1].
- Орден Святой Анны 4 степени с надписью «за храбрость» (ВП 27.10.1914)[3]
- Орден Святого Станислава 3 степени с мечами и бантом (ВП 27.10.1914)[3]

## Семья
- Отец — Сергей Иванович Потулов, полковник, родился в 1857 году в семье военного чиновника надворного советника Ивана Ивановича Потулова (1828—1881). В 1876 году окончил Виленское юнкерское пехотное училище. Участвовал в русско-турецкой войне под командованием генерала М. Д. Скобелева (1843—1882). В 1889—1897 годах служил в Ковенской крепости[1].
- Мать — Мария Станиславовна Потулова (ур. Груздовская; 1871, Вильно — 4 июня 1942, Рига).
- Брат — Сергей Сергеевич Потулов (26 июля 1891, Ковно — 11 июня 1964, ФРГ) — полковник-лейтенант латвийской армии, музыкант[4].
- Брат — Дмитрий Сергеевич Потулов (9 декабря 1901, Варшава — 19 февраля 1985, кладбище Бокс-Хилл города Уайтхорс, штат Виктория, Австралия) — участник Белого движения, музыкант[5].
- Брат — Борис Сергеевич Потулов (9 апреля 1903, Варшава — 5 августа 1979, Рига) — виолончелист и аккордеонист[6].